# تلیمله
تلیمله (به لاتین: Télimélé) یک منطقهٔ مسکونی در گینه است که در Kindia Region واقع شده‌است.

## خصوصیات
تلیمله ۱۵٬۹۷۳ نفر جمعیت دارد.